# دریاچه کارویارو
دریاچه کارویارو (به استونیایی: Karujärv) دریاچه‌ای در شهرستان ساره در کشور استونی است.
مساحت این دریاچه ۳٫۳ کیلومتر مربع است و عمق آن حداکثر ۶ متر است.